# Меналкид
Меналкид (Меналкид из Спарты; др.-греч. Μεναλκιδας) — древнегреческий авантюрист и политический деятель, в 151—150 годах до н. э. занимавший должность стратега Ахейского союза.
Впервые упоминается во время войны Египта с Антиохом IV Эпифаном. В 168 году до н. э. был брошен в тюрьму Птолемеями, но освобождён римским послом.
В бытность стратегом он взыскал с жителей Оропа взятку в 10 талантов за оказание помощи против разграбивших их город афинян, хотя ничем помогать им не стал. Использовав в своих интригах Калликрата за долю во взятке, Меналкид обманул его. В ответ сразу по окончании полномочий стратега Калликрат обвинил Меналкида в измене Ахейскому союзу и ходатайстве в римском сенате об отделении Спарты от союза. В свою очередь Меналкид подкупил тремя талантами Диэя, ставшего стратегом в следующем году и содействовавшего снятию с Меналкида всех обвинений. Однако эти интриги послужили причиной нового конфликта между Спартой и Ахейским союзом.
Во вспыхнувшей между Спартой и Ахейским союзом войне спартанцы потерпели поражение от стратега Дамокрита. Выбранный командующим, Меналкид крайне неудачно командовал спартанскими войсками. Став причиной очередной войны между спартанцами и ахейцами, слыша всё время обвинения со стороны сограждан, не видя средств найти спасение от грозящей Спарте опасности, Меналкид покончил с собой, приняв яд.
Павсаний так характеризовал Меналкида: «Таков был конец Меналкида, который тогда в столь критический момент был во главе лакедемонян и выказал себя самым бесталанным полководцем; как и раньше, стоя во главе ахейского народа, он оказался самым подлым человеком».
Внутренний конфликт ахейцев и спартанцев привёл к тому, что в него вмешался Рим, поставив вопрос об исключении из Ахейского союза ряда городов. В последовавшей войне ахейцы потерпели полное поражение, что и предопределило окончательное подчинение Греции Риму.